# Maartenskerk (Doorn)
De Maartenskerk is een kerk in de Nederlandse plaats Doorn. De Maartenskerk is oorspronkelijk als katholieke kerk gewijd. De kerk is anno 2016 in gebruik bij de Protestantse Kerk in Nederland. De kerk heeft een eenvoudige toren, die is opgetrokken uit bakstenen. In 1924 is door architect J.C. Wentink een nieuwe zijbeuk opgetrokken tegen het bestaande Romaans tufstenen schip aan. Het koor is laatgotisch, daarvan zijn aan de noordzijde delen van het Romaans tufstenen koor bewaard gebleven. De kerk heeft houten gewelven.
Behalve voor kerkdiensten wordt de kerk ook geregeld gebruikt voor concerten.
Op het grasveld naast de kerk staat sinds 2013 een beeld van Simon Vestdijk van de hand van de kunstenaar Jaap te Kiefte.

## Geschiedenis
De kerk is gesticht in 1180 door de Domproosdij van Utrecht en is gebouwd in de romaanse stijl. De toren is rond 1250 aan de kerk toegevoegd. Op de plaats van de huidige kerk, stond in 885 al een houten kerkje of kapel. 

## Fotogalerij

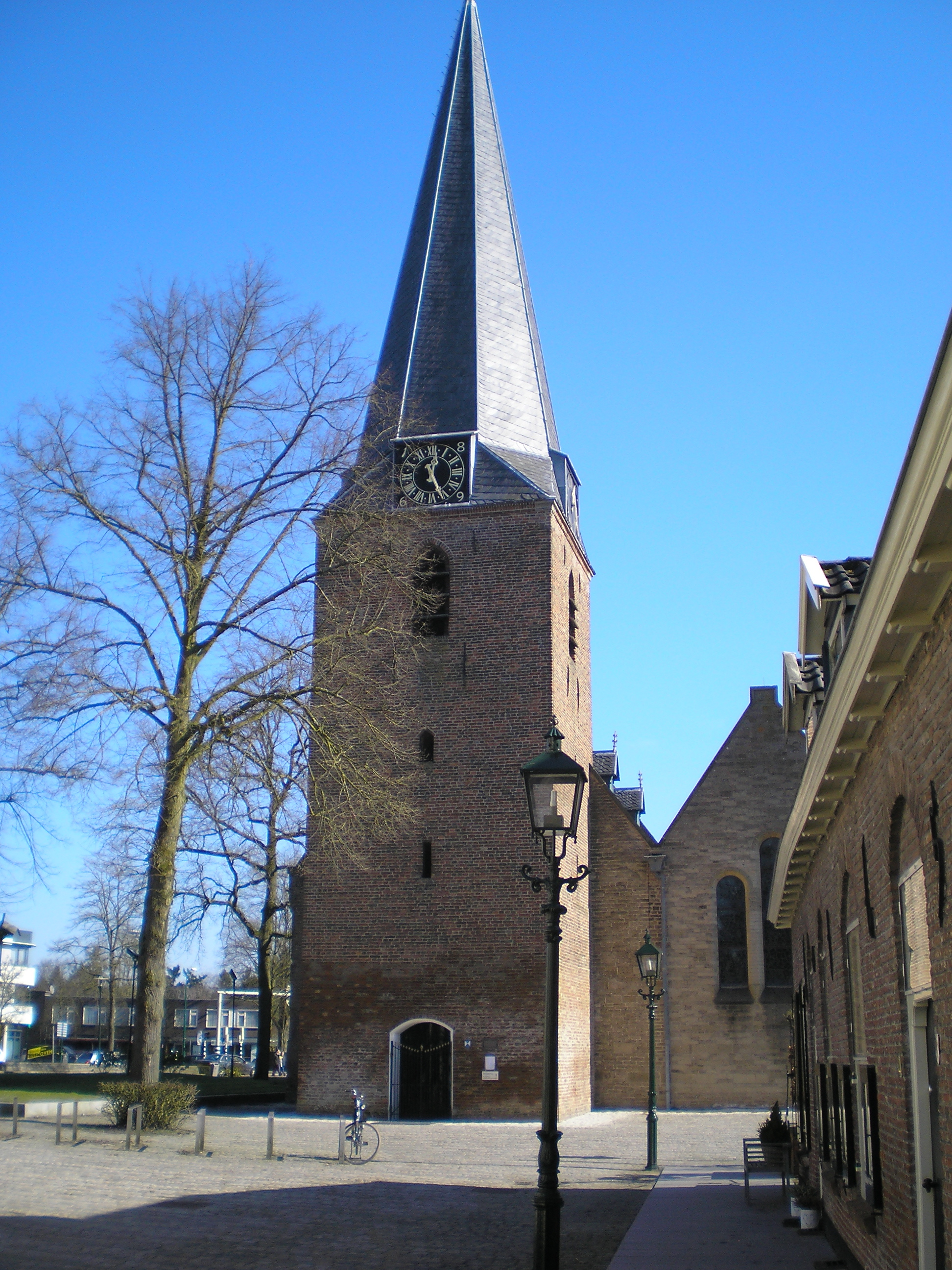
Maartenskerk aan het Kerkplein 2 (rijksmonument)
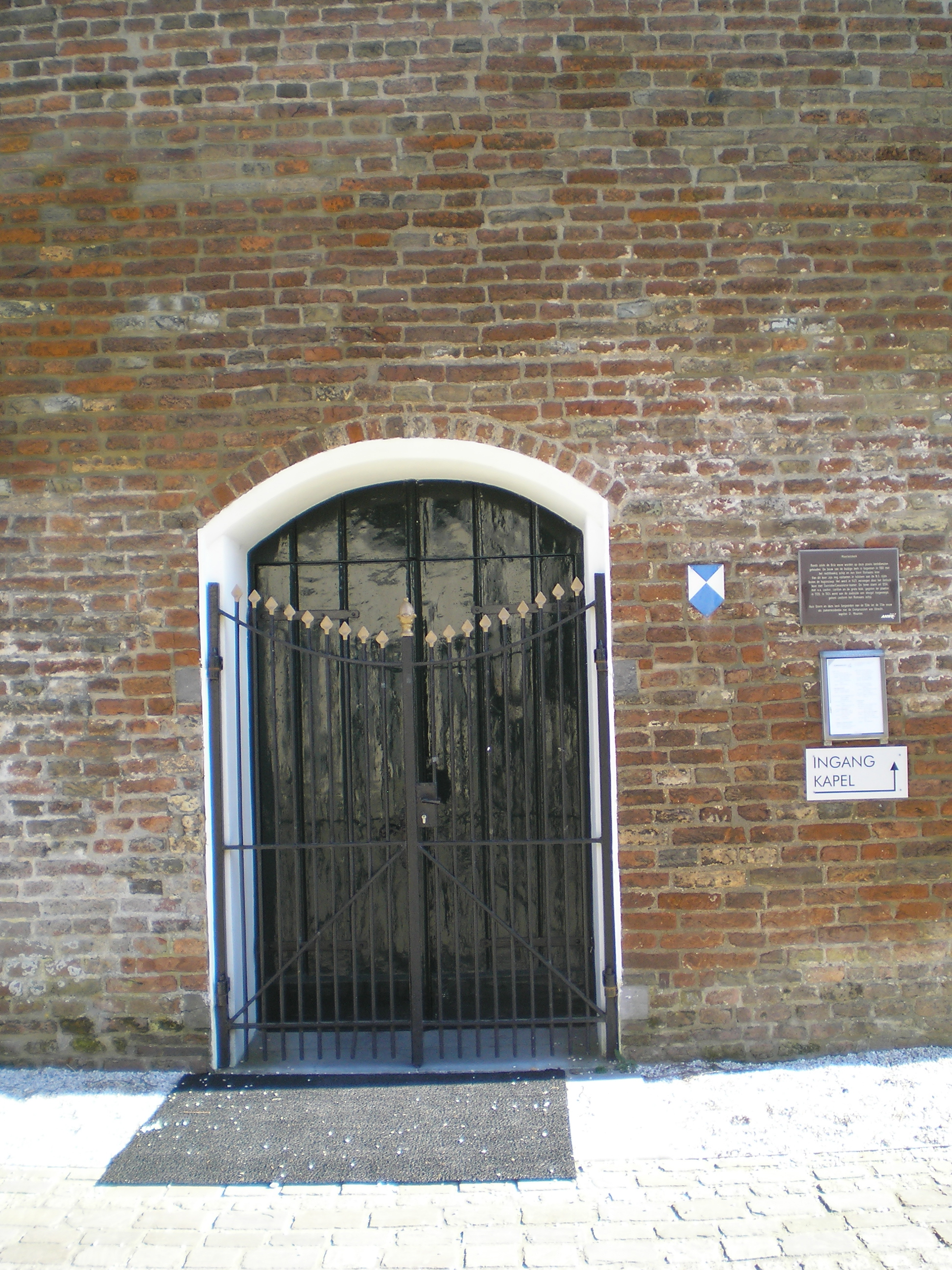
Achteringang van de Maartenskerk
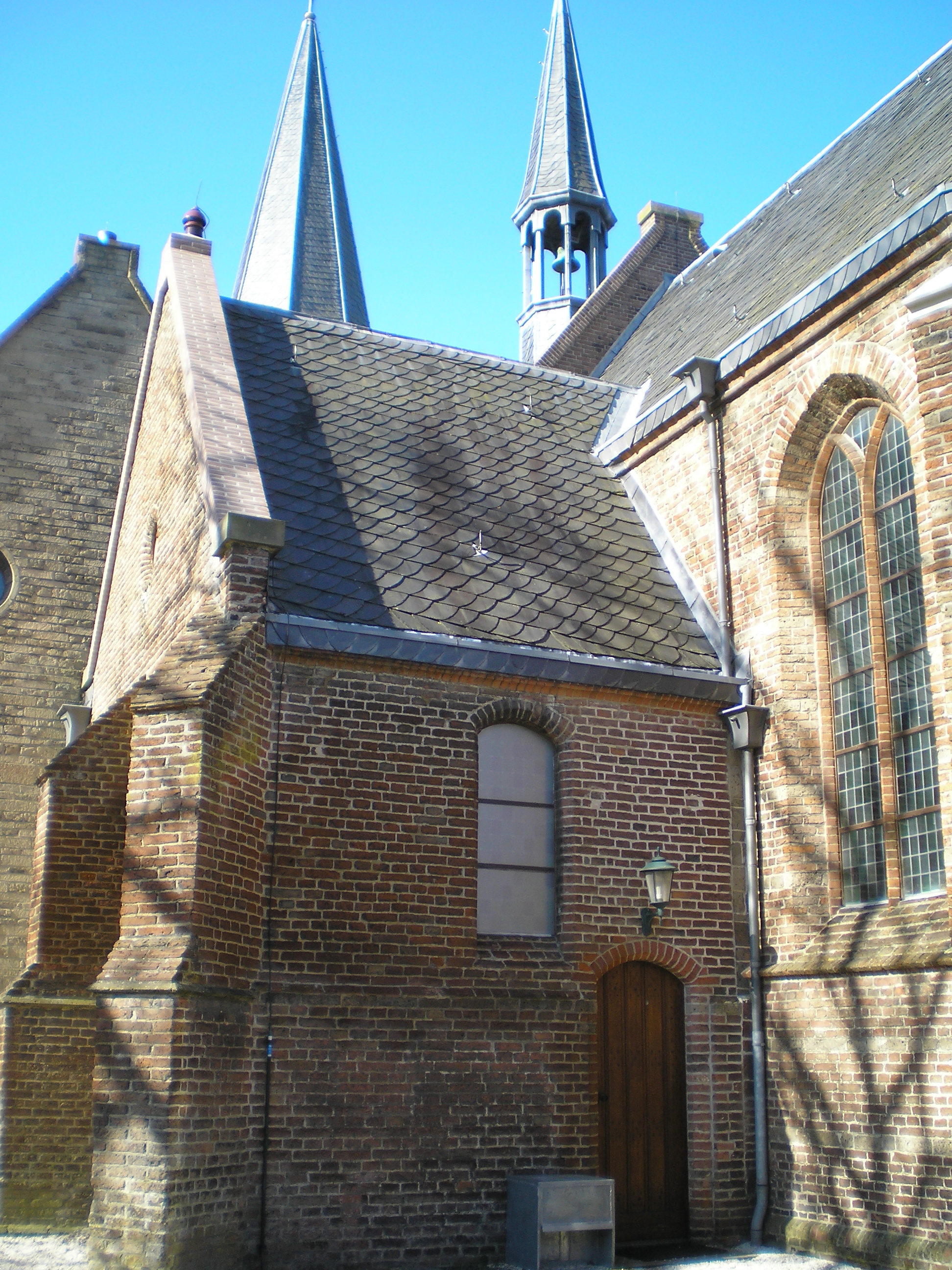
Zijkant van de Maartenskerk
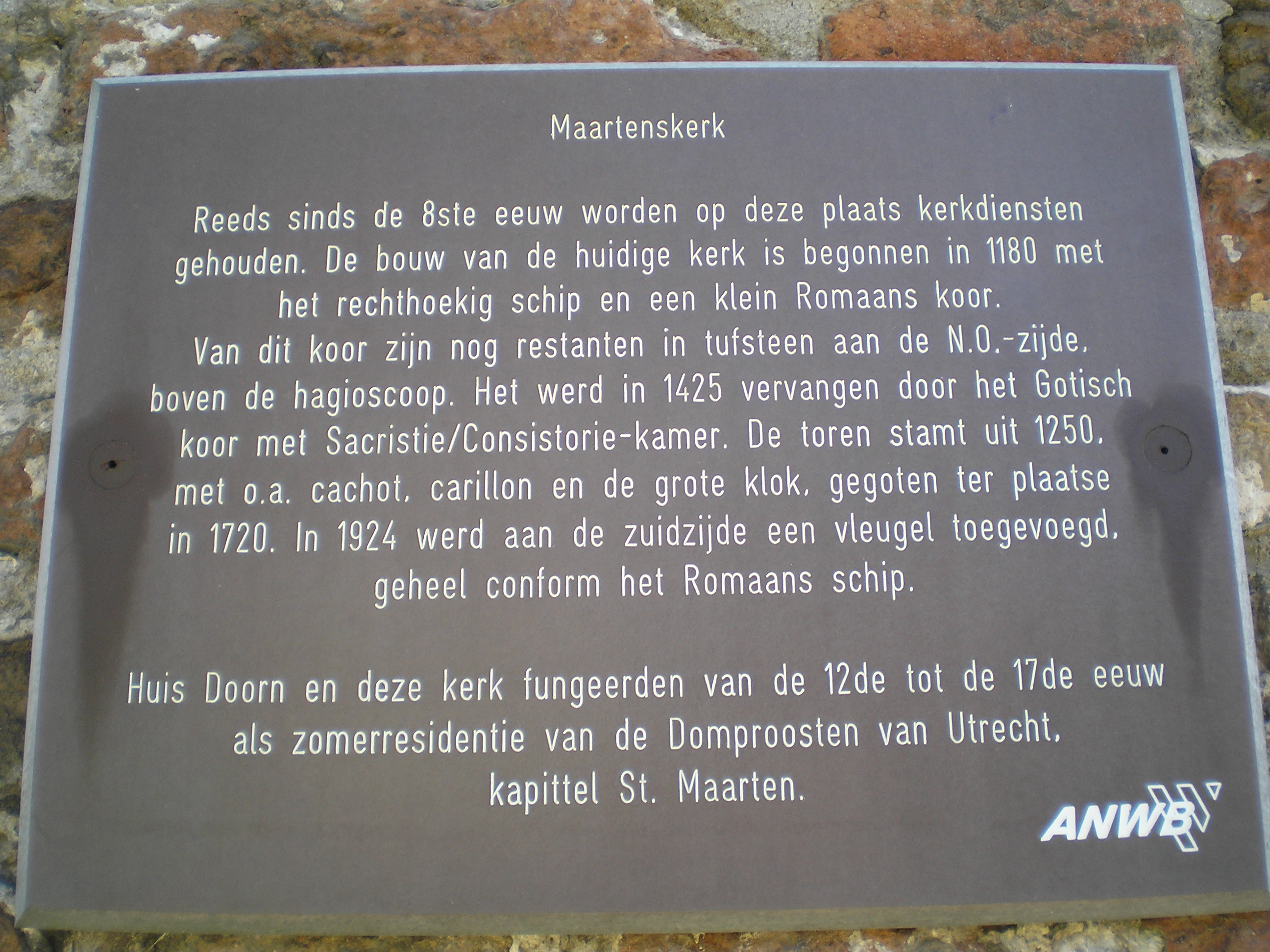
ANWB-bord Maartenskerk
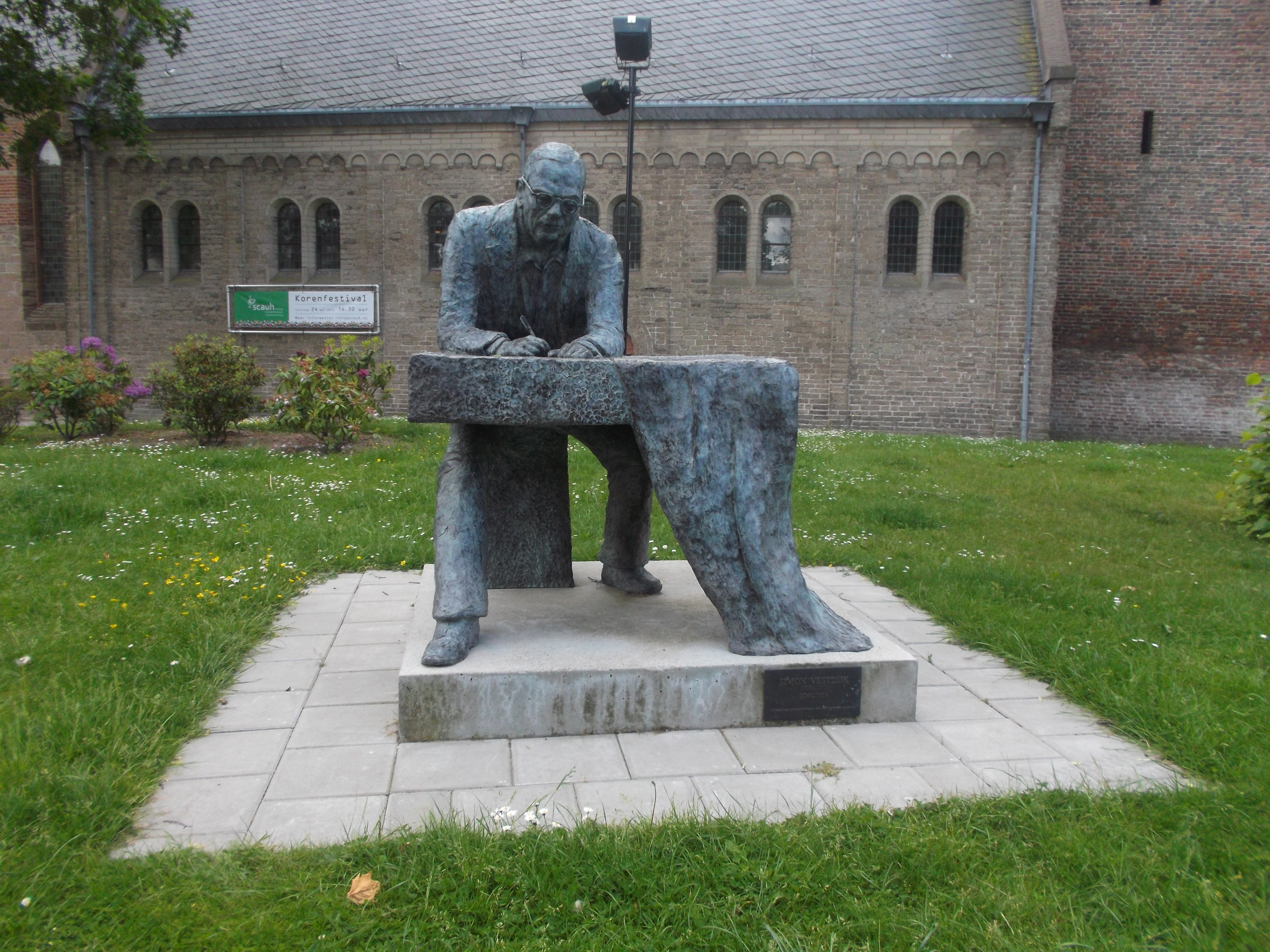
Beeld van Simon Vestdijk naast de kerk